# زاگوژتسه (استان اشوی‌داشکسیه)
زاگوژتسه (به لهستانی: Zagorzyce) یک منطقهٔ مسکونی در لهستان است که در گمینا بوگوریا واقع شده‌است. زاگوژتسه ۲۷۶٫۱ متر بالاتر از سطح دریا واقع شده‌است.